# Павлин (консул 498 г.)
Вижте пояснителната страница за други личности с името Павлин.
Флавий Павлин (на латински: Flavius Paulinus) е римски политик по времето на остготите в Италия през края на 5 и началото на 6 век.
През 498 г. Павлин е консул. На Изток колега му е Йоан Скита. През 510 г. получава ранг patricius.